# Munka-Ljungby och Tåstarps föreläsningsförening
Munka-Ljungby och Tåstarps föreläsningsförening är en folkbildningsförening i Munka-Ljungby och Tåstarp i Ängelholms kommun. Föreningen grundades år 1913 av bland andra dåvarande rektorn vid Nordvästra Skånes folkhögskola Ernst Larsson. Föreningen anordnar föredrag och föreläsningar i allmänbildande syfte.